# Weerdpoort

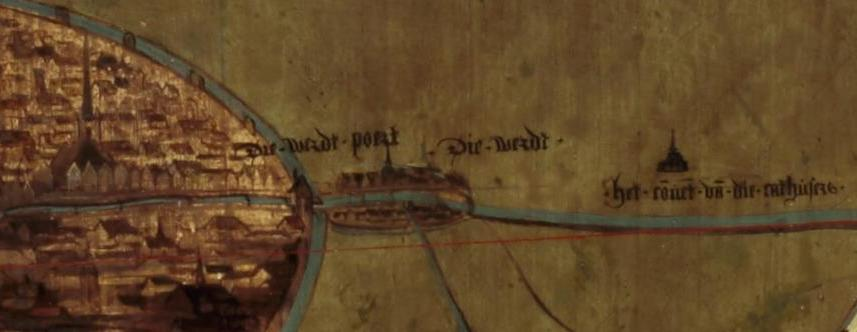
Klooster Nieuwlicht ten noorden (hier rechts) van de Weerdpoort en De Weerd op een plattegrond van de stad Utrecht, 1541.

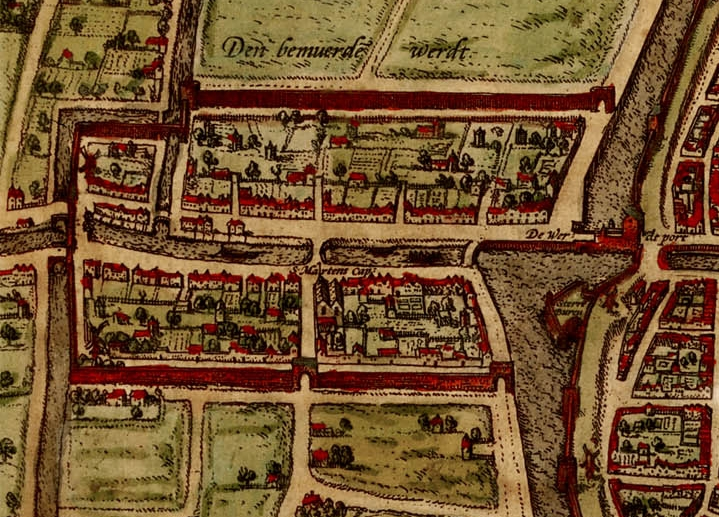
De Weerdpoort als verbinding tussen de stad (aan de rechterzijde) en de ommuurde voorstad Bemuurde Weerd op een stadsplattegrond uit 1569 (oost ligt boven in de tekening).

De Weerdpoort, ook wel Amsterdamse Poort genoemd, was vanaf de middeleeuwen een van de vier stadspoorten van de stad Utrecht. De poort stond aan de noordzijde van de huidige binnenstad, waar de Oudegracht, de Stadsbuitengracht en de Utrechtse Vecht samenkomen en heden de Weerdbrug ligt.
De Weerdpoort werd destijds vanaf de voorstad Bemuurde Weerd bereikt via een brug over de verdedigingsgracht. Over die brug kwam men bij de voorpoort die bestond uit twee ronde torens en een wachthuisje, waarna de hoofdpoort volgde. De bemanning van de stadspoort geschiedde door gildeleden. De naast de Weerdpoort gelegen Zandbrug waarmee de Vecht op de Oudegracht aansloot kende een ijzeren hekwerk zodat de toegang tot de stad over het water daar kon worden geblokkeerd. Rond 1547 werd door de Utrechtse stadsbouwmeester Willem van Noort in het kader van een nieuw fortificatieplan het bastion Morgenster bij de Weerdpoort gebouwd. Vanaf dit bastion kon onder meer een eventuele vijand bij de stadspoort worden bestreken.
In de 17e en 18e eeuw vertrok buiten de Weerdpoort de Trekschuit naar Amsterdam.
Tussen circa 1845 en 1862 werd de Weerdpoort gesloopt en de Weerdbrug gebouwd. Vandaag de dag zijn onderste restanten van de ronde torens van de Weerdpoort nog zichtbaar. Via een loertoeter kan een kijkje in de kelder van een van de torens worden genomen. De restanten van de Weerdpoort zijn tezamen met de Weerdbrug een gemeentelijk monument.
In de zijgevel van het pand op de Oudegracht 2 is eind 20e eeuw een gevelsteen aangebracht die herinnert aan deze stadspoort.

## Zie ook

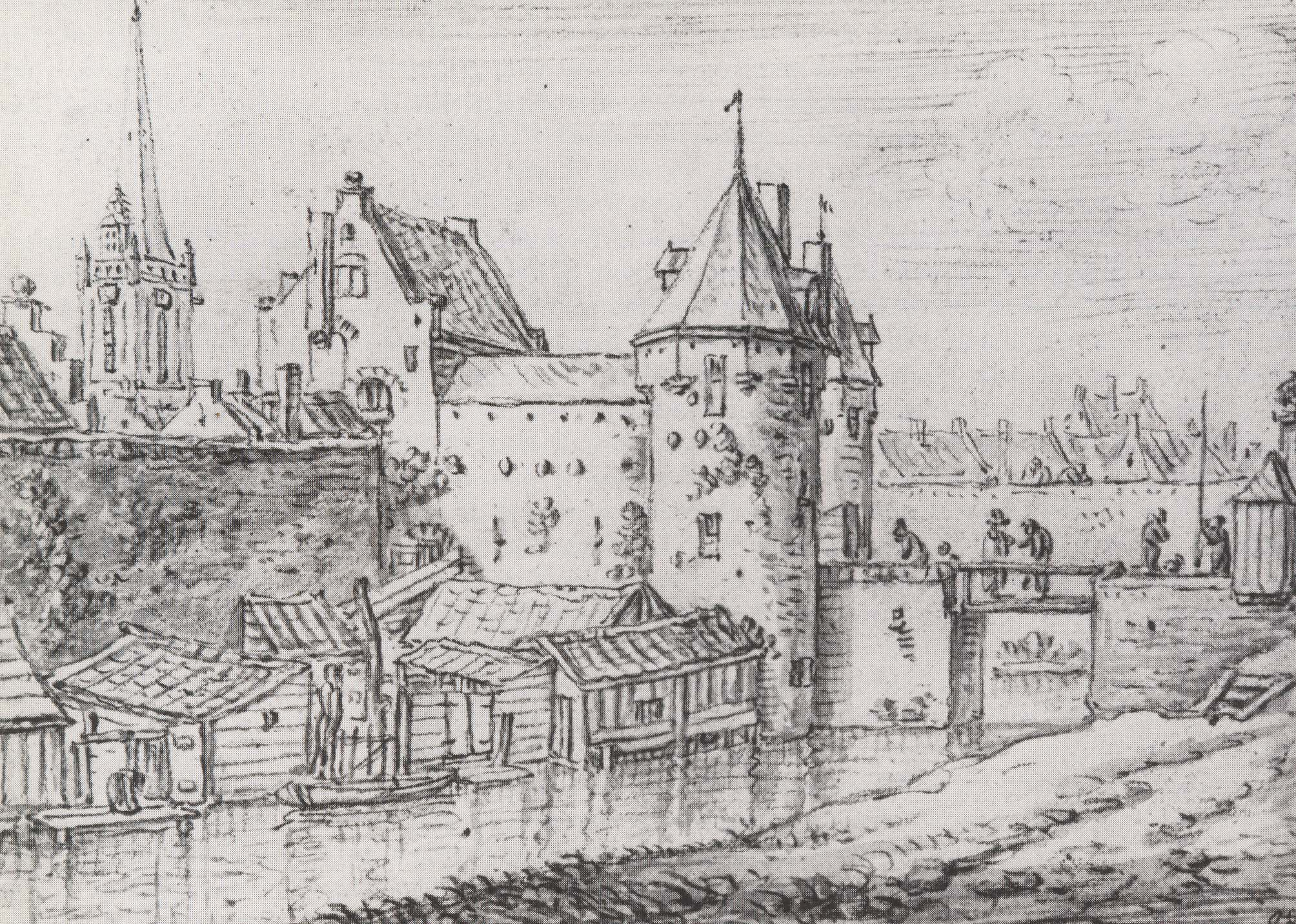
De Weerdpoort rond 1670 getekend door Herman Saftleven.
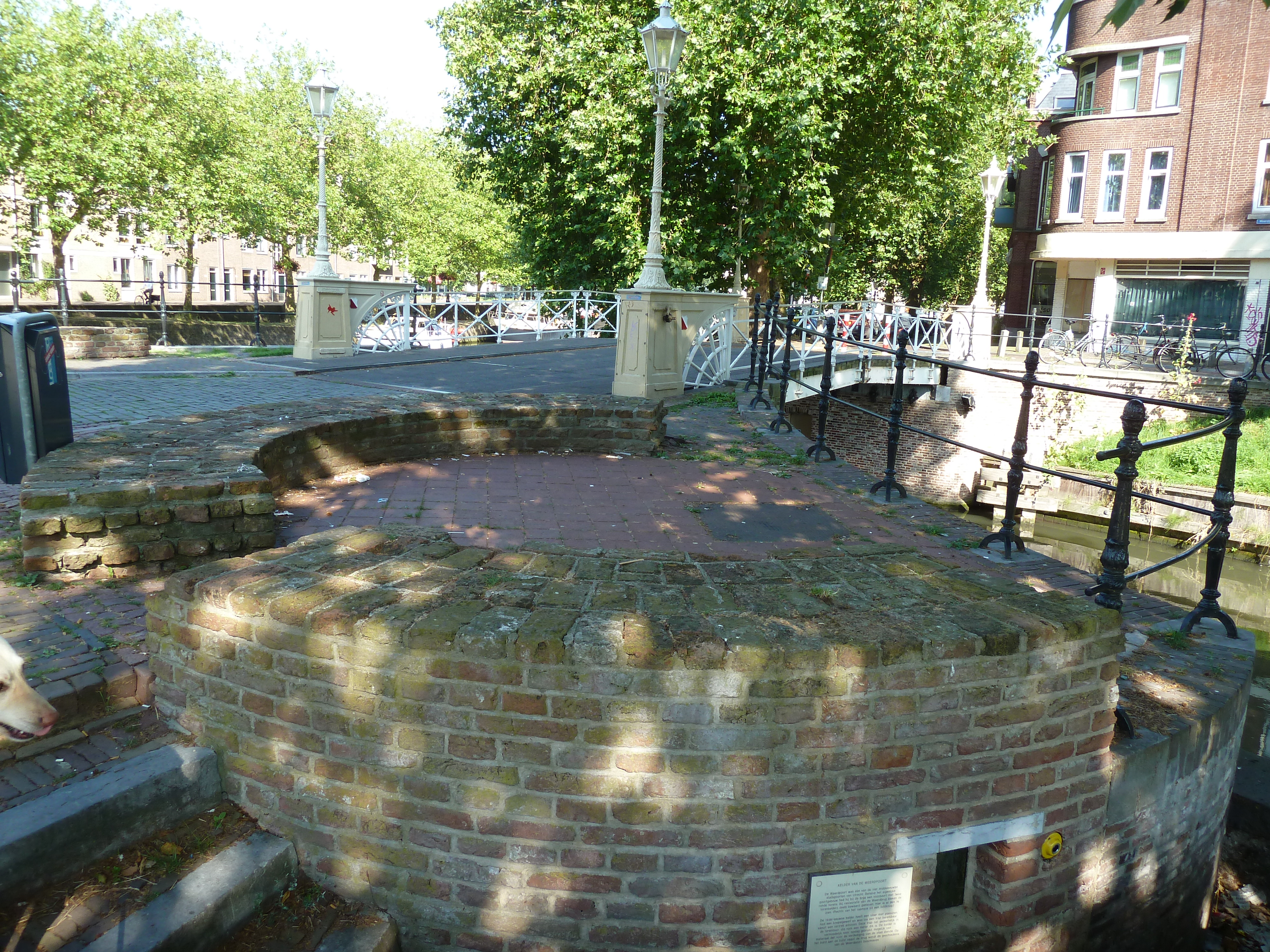
Restanten van de Weerdpoort met daarachter de Weerdbrug.
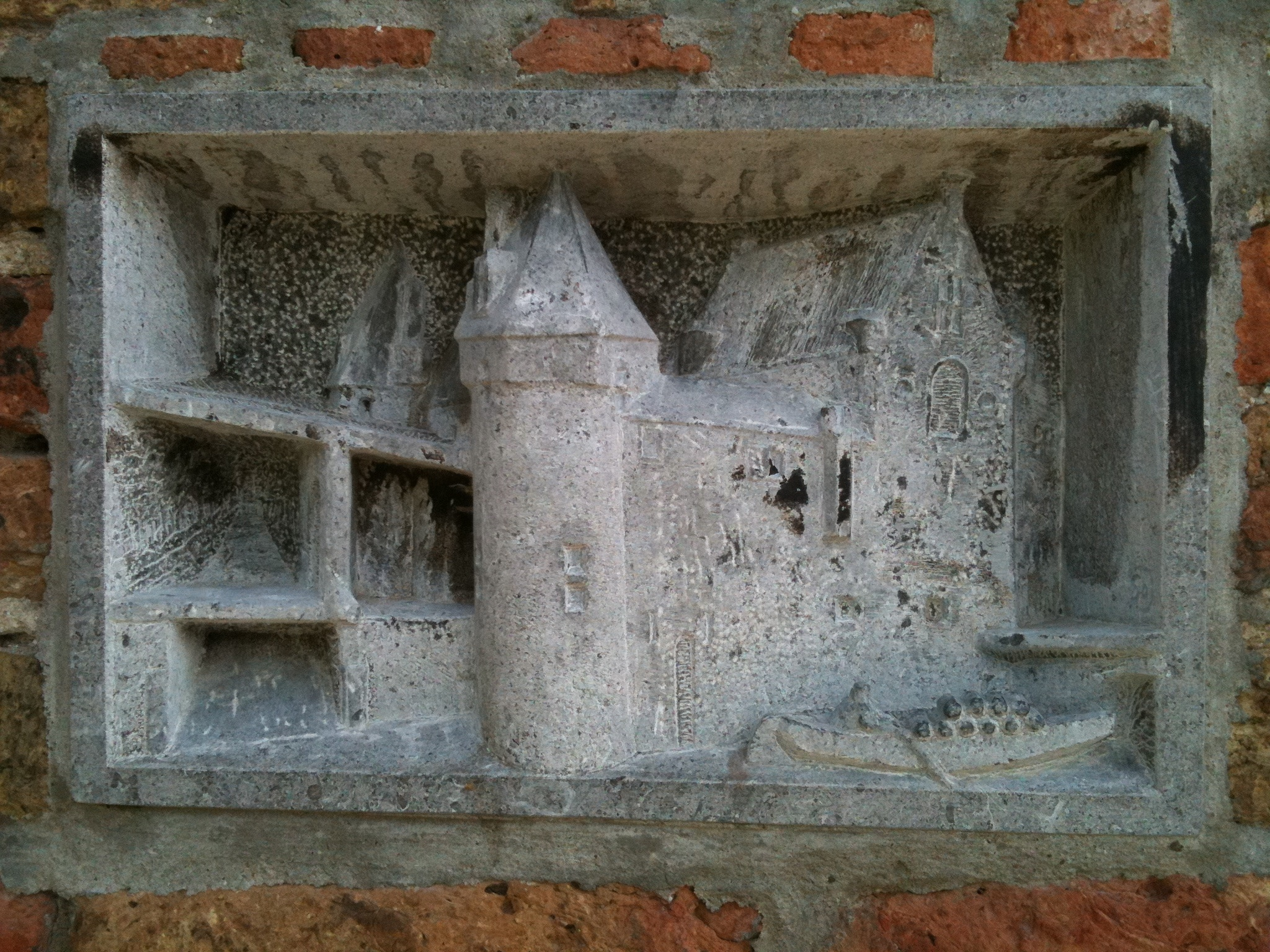
Gevelsteen bij Oudegracht 2 door Stef Stokhof de Jong gebaseerd op een tekening uit het begin van de 16e eeuw.